# Geruchsschwelle
Die Geruchsschwelle oder Riechschwelle ist die Schwelle, an der ein Duftstoff oder Riechstoff von einem Organismus olfaktorisch wahrgenommen wird. Der Geruchsschwellenwert ist jene minimale Konzentration eines bestimmten gasförmigen, sensorisch aktiven Stoffes im umgebenden Medium, die dieses Lebewesen durch seinen Geruchssinn gerade noch wahrnehmen kann. Durch Olfaktometrie kann die Geruchsschwelle experimentell quantifiziert werden. In der Wasseranalytik wird anhand von Verdünnungsstufen die Threshold Odor Number als Güteklasse für Fehlgerüche angegeben, indem man sich die Geruchsschwelle zu Nutze macht.
Der Geruchsstoff kann schon in Luft vorliegen (wie etwa Ozon), oder als flüchtiger Stoff dahin übergetreten sein aus einer flüssigen Matrix (z. B. Trinkwasser, Wein) oder einer festen, die ihn enthalten hat (so etwa als Aromastoff).

## Geruchsschwellen beim Menschen
Bei Menschen liegen die Geruchsschwellen je nach Stoff bei Konzentrationen von 107 bis 1017 Molekülen pro dm³ Luft. Am absoluten Schwellenwert, der Absolutschwelle oder Wahrnehmungsschwelle, und knapp darüber ist die Bestimmung eines Duftes nicht möglich, sondern nur die Empfindung eines unbestimmten Geruches („es riecht nach etwas“); bei Methylmercaptan (z. B. zur Odorierung von Erdgas verwendet) reichen dafür etwa 4·10−15 g/l, ein Anteil von etwa 2 ppq, was etwa 5·107 Molekülen pro dm³ Luft entspricht (ein Liter Luft wiegt gut 1 g und enthält etwa 2,7·1022 Moleküle).
Für die erkennende Wahrnehmung eines bestimmten Stoffs an seinem spezifischen Geruch („es riecht nach diesem“) sind jeweils höhere Konzentrationen notwendig; diese Erkennungsschwelle liegt für Methylmercaptan bei 2·10−13 g/l (etwa 0,1 ppt, ca. 3·109 Moleküle/l Luft), rund 50-fach höher.
Diese Angaben sind Durchschnittswerte, da der Geruchsschwellenwert für einen bestimmten Geruchsstoff auch immer eine subjektive Größe ist, die von Mensch zu Mensch verschieden und selbst bei dem gleichen Menschen situationsabhängig unterschiedlich sein kann.

## Geruchsschwellen bei Tieren
- Die Geruchsschwellen von Hunden liegen etwa 106 Moleküle / cm3 niedriger als beim Menschen. Buttersäure erkennt ein Hund z. B. ab 10 Molekülen pro 1 mm3 Luft. Diese Leistungsfähigkeit der Hundenase wird beim Einsatz als Spürhund zu Nutze gemacht.[2]
- Bären, insbesondere Eisbären, haben unter den Säugetieren vielleicht den am besten ausgeprägten Geruchssinn. Eisbären sind in der Lage über kilometerweite Entfernung mögliche Sexualpartner zu riechen oder Beute wie Robben geruchlich wahrnehmen, in länger bewohnten Robbenhöhlen auch unter zentimeterdickem Eis.[3]
- ein Aal reagiert auf Phenylethylalkohol in extremer Verdünnung von 1:2,85·1018.[4]
- Der Seidenspinner verfügt über Rezeptoren, die selbst ein einzelnes Molekül des weiblichen Sexualpheromons (Bombykol) detektieren können. Das Sexualverhalten wird jedoch erst bei etwa 170 Molekülen beeinflusst.[5]

## Anwendung im Obstbau
Die niedrige Geruchsschwelle von Duftstoffen wie Pheromonen wird unter anderem im Obstbau genutzt, wenn man sogenannte Schädlinge versucht vor der Eiablage abzufangen, etwa um „wurmigen“ Früchten vorzubeugen. So werden beispielsweise für den Zwetschgen- und Apfelwickler mit Pheromonen imprägnierte klebrige Lockstofffalle in den Baum gehängt, um die schwärmenden Männchen anzulocken und eine Begattung zu verhindern.